# The Last Airbender
The Last Airbender is een Amerikaanse fantasyfilm uit 2010, gebaseerd op het eerste seizoen van de animatieserie Avatar: De Legende van Aang. De hoofdrollen worden vertolkt door Noah Ringer, Nicola Peltz, Jackson Rathbone, en Dev Patel.
De film is geproduceerd door Paramount Pictures en Nickelodeon Movies. De film is zowel in traditioneel 2D als in 3D uitgebracht. De productiekosten bedroegen 150 miljoen dollar, en de reclamecampagne nog eens 130 miljoen dollar.

## Verhaal
100 jaar voor aanvang van het verhaal ontdekt de 12-jarige luchtnomade Aang dat hij de nieuwe Avatar is: de enige persoon ter wereld die alle vier de elementen kan sturen. Aang is echter bang voor de vele verantwoordelijkheden en gevaren die deze taak met zich mee zal brengen en vlucht weg. Hij en zijn vliegende bizon Appa komen terecht in een sneeuwstorm en vriezen in. Beiden belanden in een schijndode toestand. Kort hierna begint de Vuurnatie een oorlog om de wereld te veroveren. Hun eerste taak is het uitmoorden van alle luchtnomaden.
In het heden wordt Aang ontdekt en ontdooid door twee leden van de zuidelijke Waterstam, de watermeester Katara en haar broer Sokka. Het nieuws dat de avatar is teruggekeerd doet snel de ronde, en bereikt onder andere Zuko, de verbannen prins van de Vuurnatie. Hij maakt het tot zijn doel Aang te vangen om zo weer in de gratie te komen bij zijn vader, de huidige vuurheer. Zuko valt het dorp van de Waterstam aan. Aang geeft zich over op voorwaarde dat Zuko het dorp zal sparen. Aang wordt als gevangene meegenomen aan boord van tie een halt kan toeroepen, maar daarvoor moet hij eerst de elementen leren sturen. Op dat moment beheerst hij alleen luchtsturing. De groep besluit af te reizen naar de noordelijke Waterstam in de hoop een leraar te vinden die Aang het watersturen kan leren. Aang wordt onderweg weer gevangen door de Vuurnatie, maar een gemaskerde man genaamd de Blauwe Geest redt hem. Deze gemaskerde man is niemand minder dan Zuko, die niet wil dat iemand anders dan hijzelf Aang vangt. Vuurnatie-generaal Zhao beseft waar Zuko mee bezig is, en wil hem om laten brengen. Zuko kan echter aan een aanslag op zijn leven ontkomen dankzij zijn oom Iroh.
Eenmaal bij de noordelijke Waterstam worden Aang en co warm onthaald. Aang en Katara worden beiden leerlingen van watermeester Pakku. De Vuurnatie laat echter een grote armada samenstellen om de noordelijke Waterstam te overmeesteren en de Avatar te vangen. Een grote strijd breekt los waarbij Aang het uitvecht met Zuko. Aang kan uiteindelijk de aanval tegenhouden wanneer hij met zijn pas geleerde waterstuurkunsten de oceaan tegen de Vuurnatie-armada opzet. Zhao verdrinkt hierbij.
Aang is nu een watermeester dus is het tijd voor hem om het volgende element te leren: aarde. Ondertussen geeft vuurheer Ozai zijn dochter Azula de opdracht Aang koste wat het kost tegen te houden.

## Rolverdeling
- Noah Ringer - Aang
- Dev Patel - Prins Zuko
- Nicola Peltz - Katara
- Jackson Rathbone - Sokka
- Shaun Toub - Iroh
- Aasif Mandvi – Zhao
- Seychelle Gabriel – Prinses Yue
- Cliff Curtis - Ozai
- Summer Bishil - Azula
- Francis Guinan – Pakku
- Katharine Houghton – Kanna

## Achtergrond

### Ontwikkeling
Op 8 januari 2007 maakten Paramount Pictures' MTV Films en Nickelodeon Movies bekend dat de animatieserie Avatar verfilmd zou gaan worden, en dat ze M. Night Shyamalan hadden ingehuurd als producer. Vrijwel meteen kwam de film echter in botsing met James Cameron's film Avatar daar beide films probeerden de titel Avatar vast te leggen. Cameron won uiteindelijk, waardoor Paramount gedwongen was de titel van zijn film te veranderen naar The Last Airbender.
Volgens een vraaggesprek in het tijdschrift SFX, kwam Shyamalan in aanraking met de film toen zijn dochter bekendmaakte Katara te willen zijn met Halloween. Mike DiMartino en Bryan Konietzko, de bedenkers van de originele animatieserie, waren zelf enthousiast over M. Night Shyamalans rol bij de productie daar ze fans waren van zijn werk.
Shyamalan bood oorspronkelijk Noah Ringer de rol van Aang aan; Jackson Rathbone de rol van Sokka; Nicola Peltz de rol van Katara en Jesse McCartney de rol van Zuko. Ook gaf hij aan de film niet te willen maken zonder Nicola Peltz. De keuze om witte acteurs in te huren voor een film met personages die toch vooral op Aziatische cultuur zijn gebaseerd leidde tot negatieve reacties van fans. Rathbone deed deze kritieken echter van de hand.

### Opnamen
De voorproductie van de film begon eind 2008. Met de opnamen werd gestart in maart 2009 in Groenland. Na twee weken filmen verhuisde de filmploeg naar Reading in Pennsylvania voor opnamen op locatie. De pagode op Mount Penn deed dienst als de luchttempel waar Aang oorspronkelijk in getraind werd.
Opnamen vonden verder plaats in Ontelaunee Township en de William Penn Memorial Fire Tower in Pennsylvania.
De visuele effecten van de film werden vooral verzorgd door Industrial Light & Magic. Zo maakten zij de effecten voor het sturen van de elementen en de computergeanimeerde dieren.

### Muziek
In december 2008 werd bekend dat James Newton Howard de muziek voor The Last Airbender zou componeren. Daarmee werd deze film zijn zevende samenwerking met Shyamalan.
De film omvat de volgende nummers:
- "Airbender Suite" – 11:16
- "Earthbenders" – 5:53
- "The Avatar Has Returned" – 4:42
- "The Four Elements Test" – 5:30
- "Journey to the Northern Water Tribe" – 4:01
- "Hall of Avatars" – 3:40
- "Prologue" – 2:43
- "The Blue Spirit" – 7:17
- "The Spirit World" – 5:18
- "We Could Be Friends" – 4:08
- "We Are Now the Gods" – 5:46
- "Flow Like Water" – 6:32

### Marktstrategie
Een eerste teaser voor de film werd vertoond voorafgaand aan de film Transformers: Revenge of the Fallen. De officiële trailer werd op 25 maart 2010 uitgebracht. De laatste trailer voor de film, gekoppeld aan Iron Man 2, verscheen op 7 mei 2010.
Dave Roman maakte van de film twee stripboeken in mangastijl, die beide op 1 juni 2010 werden uitgebracht. Verder maakte Nickelodeon Consumer Products een reeks actiefiguurtjes gebaseerd op de film.

### Verschillen met de serie
- In de tekenfilmserie kunnen de vuurstuurders zelf vuur maken, maar in de film is dat erg zeldzaam, en kan alleen Iroh dat.
- In de tekenfilmserie worden de namen anders uitgesproken dan in de film (Aang is Ohng, Sokka is Soohka, Iroh is Ieroh)
- In de tekenfilm dragen leden van de koninklijke familie (Zuko, Ozai, Iroh, Azula) een klein metalen knothouder in hun haar.
- In de tekenfilm wordt Aang gevonden terwijl Sokka en Katara in een kano aan het speervissen zijn, maar in de film zijn ze op jacht.

### Uitgave en ontvangst
De film beleefde op 30 juni 2010 een voorpremière in New York, alvorens op 1 juli 2010 officieel in première te gaan. De eerste dag bracht de film 16 miljoen dollar op. Daarmee belandde de film op de 5e plaats. De film bracht wereldwijd 318.941.258 dollar op, genoeg om de film financieel als geslaagd te beschouwen.
De film werd door de critici echter zeer negatief beoordeeld. Op Rotten Tomatoes kreeg de film slechts 6% aan positieve reviews en een gemiddelde score van 2.8/10. Op Metacritic kreeg de film een gemiddelde score van 20/100, gebaseerd op 33 reviews. Volgens critici week de film qua verhaal te sterk af van de plot en de humor uit de originele serie. Volgens Liam Lacey van The Globe and Mail was de film te kort om de personages dezelfde karakterontwikkeling mee te geven als de serie. Roger Ebert gaf de film 0,5 uit 4 sterren. Owen Gleiberman van Entertainment Weekly noemde de film "plat".

### Vervolg
Bij uitkomst was het de bedoeling dat The Last Airbender het eerste deel zou zijn uit een trilogie van films, elk gebaseerd op 1 seizoen uit de serie. Vanwege het tegenvallende succes van de film is het echter maar de vraag of de andere twee delen nog gemaakt zullen worden. Nickelodeon heeft nog niks vermeld over het wel of niet voortzetten van de reeks. Later werd bekendgemaakt dat een eventuele vervolg op de lange termijn werd verschoven.

## Prijzen en nominaties
| Prijs                                                | Jaar | Categorie                                                          | Resultaat   | Cast/Crew           |
| ---------------------------------------------------- | ---- | ------------------------------------------------------------------ | ----------- | ------------------- |
| Teen Choice Awards                                   | 2010 | Choice Summer: Movie                                               | Genomineerd |                     |
| Golden Raspberry Award                               | 2011 | Slechtste film                                                     | Gewonnen    |                     |
| Golden Raspberry Award                               | 2011 | Slechtste regisseur                                                | Gewonnen    | M. Night Shyamalan  |
| Golden Raspberry Award                               | 2011 | Slechtste mannelijke bijrol                                        | Genomineerd | Dev Patel           |
| Golden Raspberry Award                               | 2011 | Slechtste mannelijke bijrol                                        | Gewonnen    | Jackson Rathbone    |
| Golden Raspberry Award                               | 2011 | Slechtste vrouwelijke bijrol                                       | Genomineerd | Nicola Peltz        |
| Golden Raspberry Award                               | 2011 | Slechtste scenario                                                 | Gewonnen    | M. Night Shyamalan  |
| Golden Raspberry Award                               | 2011 | Slechtste schermkoppel/ensemble                                    | Genomineerd | Alle acteurs        |
| Golden Raspberry Award                               | 2011 | Slechtste prequel, remake, rip-off of sequel.                      | Genomineerd |                     |
| Golden Raspberry Award                               | 2011 | Slechtste gebruik van 3D.                                          | Gewonnen    |                     |
| International Film Music Critics Association prijzen | 2010 | Film Music Composition of the Year voor Flow like Water            | Genomineerd | James Newton Howard |
| International Film Music Critics Association prijzen | 2010 | Beste Originele muziek voor een Fantasy/Science Fiction/Horrorfilm | Genomineerd | James Newton Howard |